# Premier ministre du Victoria
Le Premier ministre du Victoria (en anglais : Premier of Victoria) est le chef de gouvernement de l'État du Victoria en Australie. Par convention, le Premier ministre est le chef du parti ayant la majorité à l'Assemblée législative du Victoria.

## Nomination
Il est nommé par le gouverneur du Victoria.

## Histoire
Avant les années 1890, il n'y avait pas de système partisan au Victoria. Les étiquettes partisanes, à cette époque, indiquait simplement une tendance générale.
Des années 1880 jusqu'après la Fédération en 1901, la politique victorienne était dominée par les Libéraux protectionnistes, qui étaient opposés aux Conservateurs libre-échangistes. Le Parti travailliste n'est pas apparu avant les années 1910, ce qui signifie que le Victoria mit du temps à développer un système bipartite. Les Travaillistes n'ont pas obtenus la majorité à l’Assemblée avant 1952. Depuis 1952, Victoria a un système bipartite stable[réf. nécessaire].
Avant 1901, le nom de la fonction était, en anglais, Prime Minister of Victoria. Depuis cette date, la fonction est officiellement appelée Premier.